# Heesen Yachts

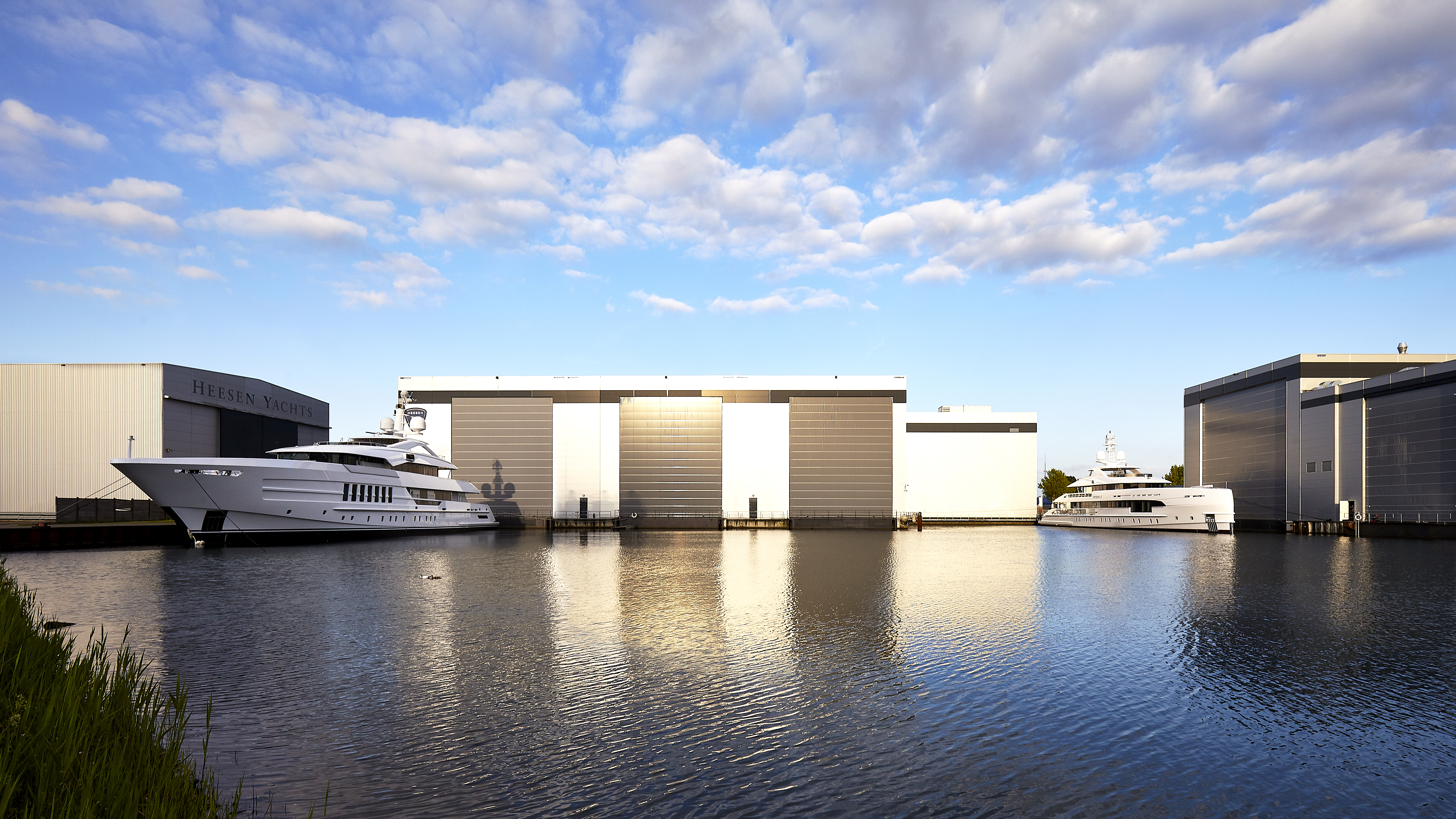
Heesens skeppsvarv.

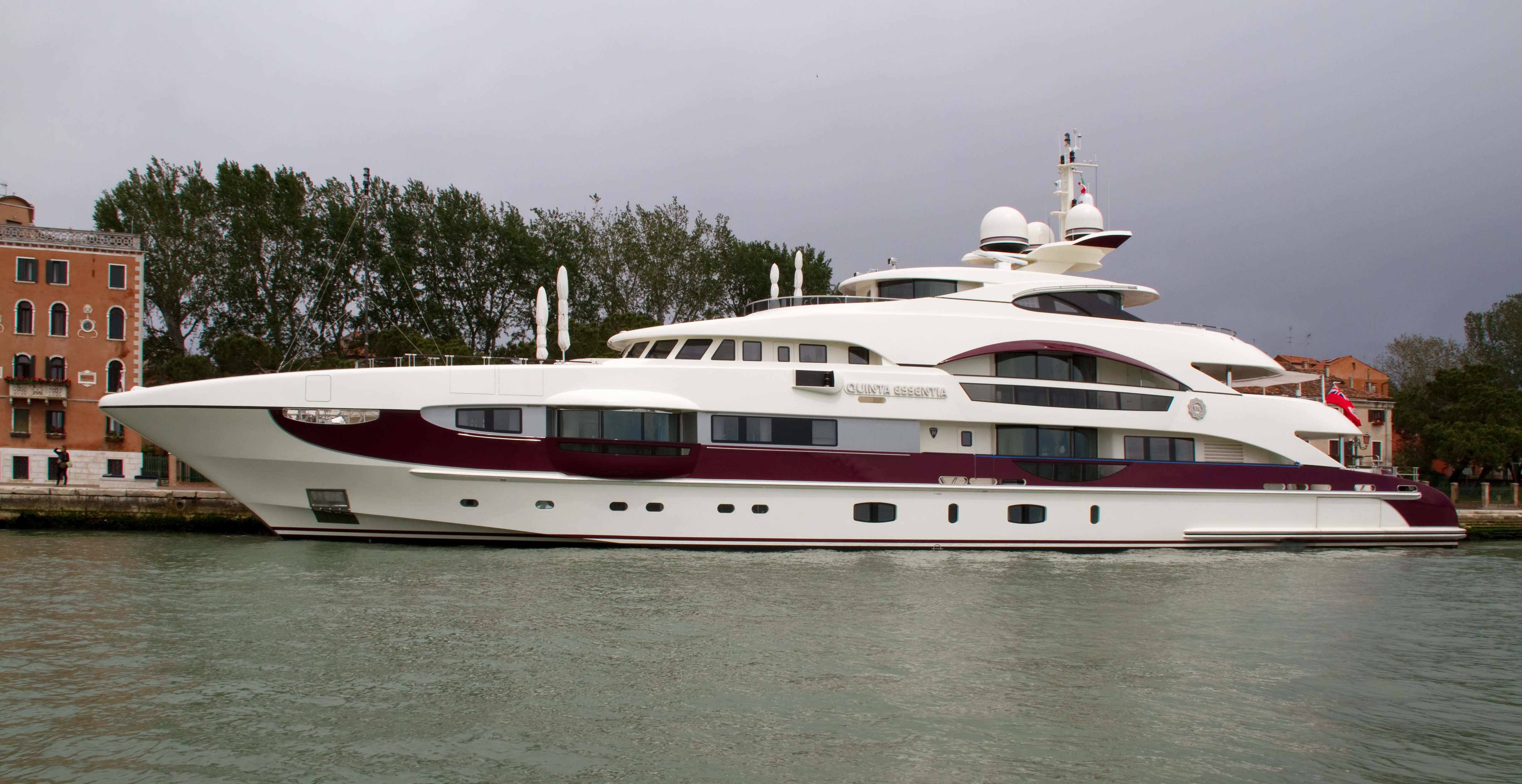
Quinta Essentia, tillverkad av Heesen 2011.

Heesen Yachts är ett nederländskt skeppsvarv i Oss som tillverkar motoryachter. Företaget grundades 1978 av Frans Heesen och blev en ledande tillverkare av snabbgående yachter av aluminium. 1992 började de också tillverka displacementyachter i stål. Frans Heesen sålde 2008 sin majoritetsandel i företaget. Den ryske miljardären Vagit Alekperov betalade enligt uppgift $150 miljoner för Heesen och ägde Heesen genom det Cypern-baserade bolaget Morcell Ltd. Alekperov. För att inte Heesen skulle drabbas av sanktioner efter Rysslands invasion av Ukraina 2022 överförde Alekperov ägandet av Heesen till en nedeländsk stiftelse.
Heesen är sponsor till fotbollsklubben FC Oss, vars hemmaarena bär namnet Frans Heesen Stadion (tidigare Heesen Yachts Stadion).